# Softeis

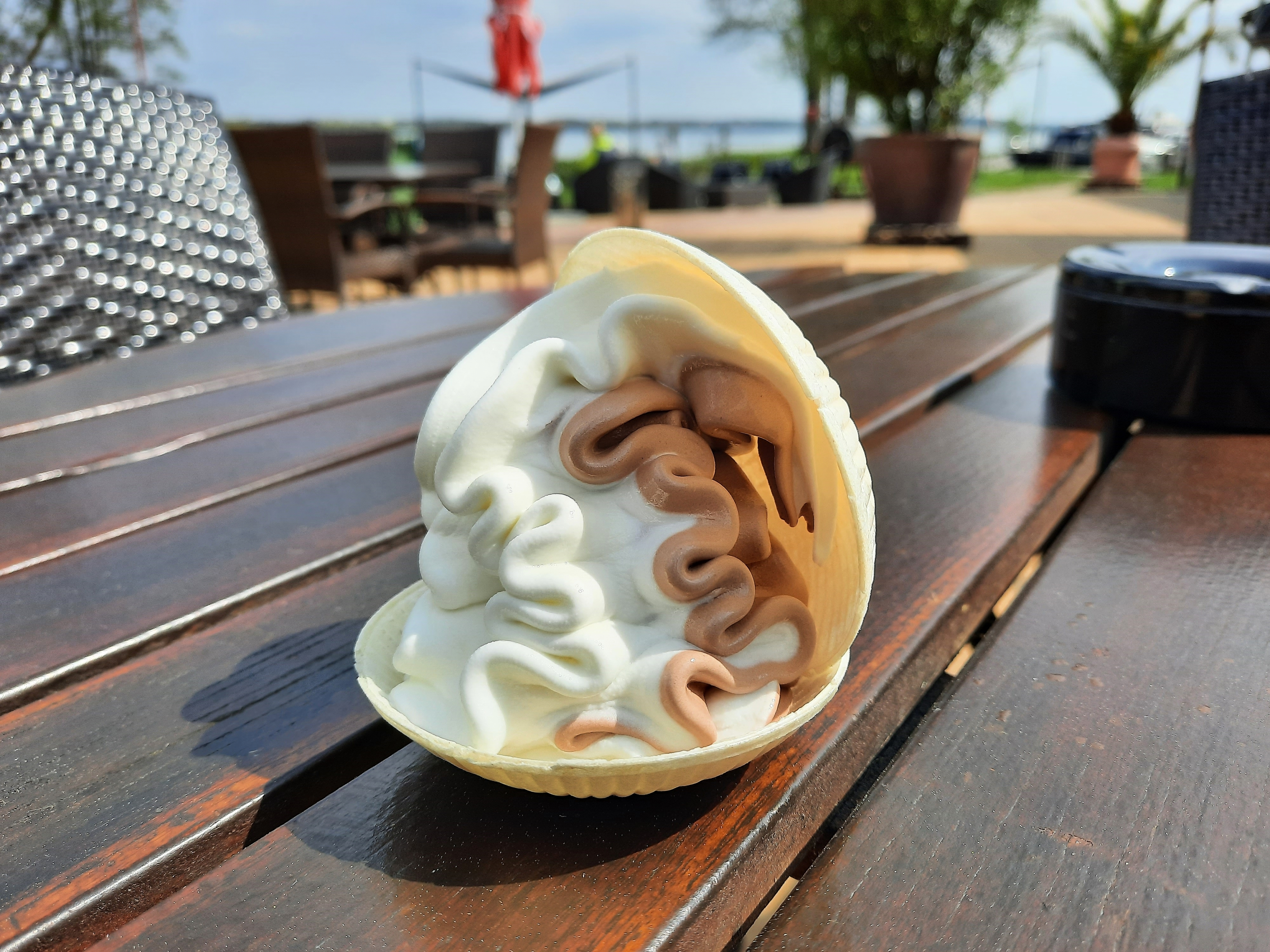
Softeis in Muschelwaffel

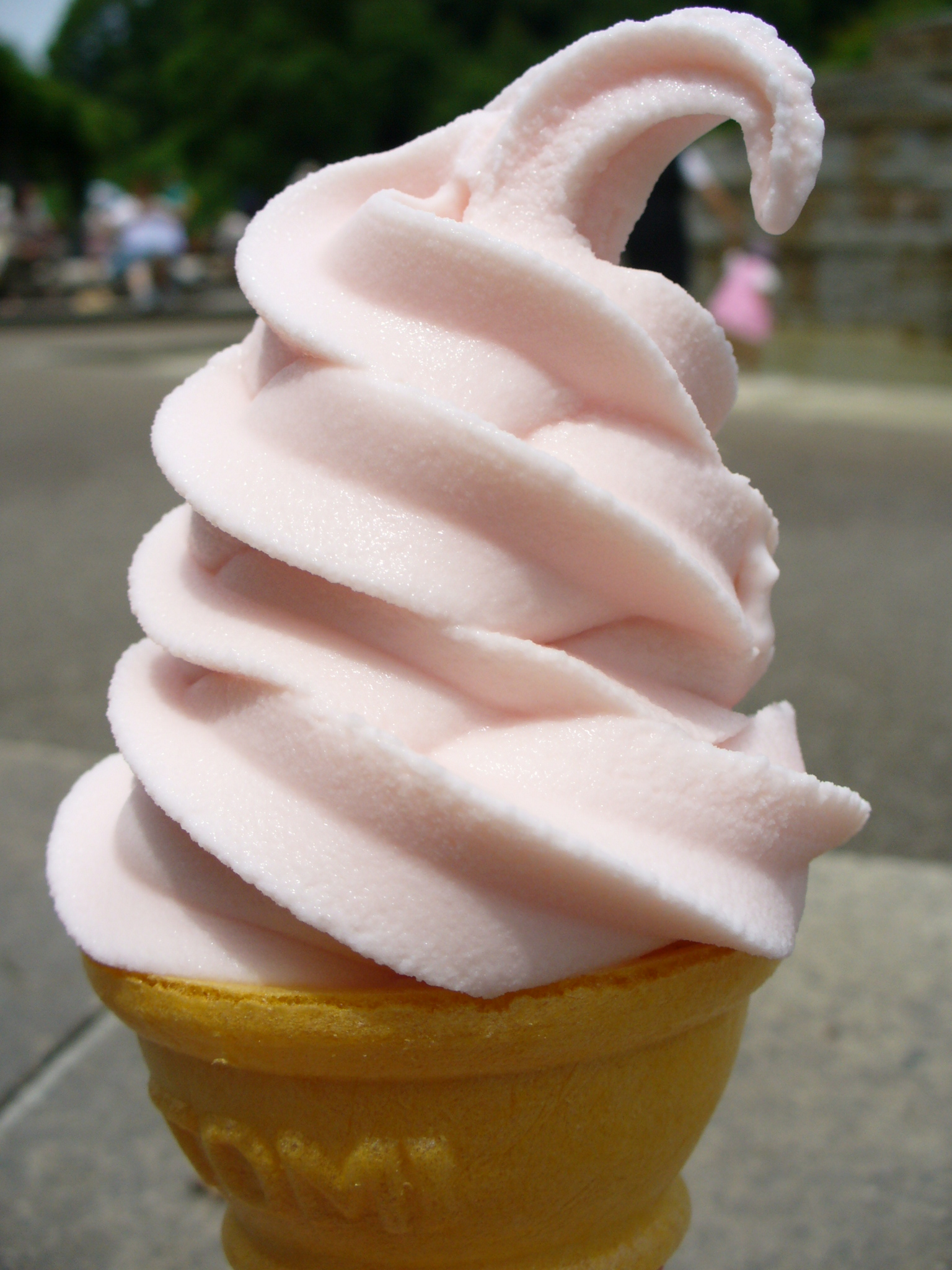
Softeis

Softeis (Kompositum gebildet nach engl. soft „weich“) ist eine besonders weiche Zubereitungsform des Speiseeises, die beim Verkauf aus einer speziellen Maschine jeweils für den Kunden abgezapft wird.

## Geschichte
Der gebürtige Grieche Tom Carvel verkaufte im Nordosten der USA aus einem Kühllieferwagen Speiseeis und stellte bald fest, dass viele Kunden weiches Eis mochten. Angeblich kam ihm die Idee 1934, als er nach einer Panne seines Lieferwagens in Hartsdale (New York) zwei Tage lang die schmelzende Ladung verkaufte. Carvel war bewusst, dass es einer anderen Rezeptur bedurfte. Er wurde im Konditoreiwesen fündig. Weiterhin beschäftigte er sich mit einer Maschine, um das Eis frisch zuzubereiten. 1936 eröffnete die erste „Carvel“-Eisdiele, welche Softeis servierte. Aus dem Unternehmen entwickelte sich eine Kette mit über 700 Filialen, im Jahr 2016 beschäftigte das Unternehmen noch rund 1000 Mitarbeiter.
Ein weiterer Pionier war J. F. McCullough in Moline (Illinois), USA, der 1938 Softeis hergestellt haben soll. Dies verkaufte er mit großem Erfolg im Eisladen eines Freundes in Kankakee (Illinois). 1940 taten sich McCullough und sein Sohn Alex mit Harry Oltz zusammen, der eine Softeismaschine erfunden hatte, und eröffneten einen Eisladen in Joliet (Illinois).
Schließlich wird ein britisches Forscherteam genannt, das 1948 unter Verwendung amerikanischer Maschinen Softeis-Rezepturen entwickelte. Dem Team wird überdies die Bezeichnung „soft“ in Bezug auf das Eis zugeschrieben. Dass die spätere britische Premierministerin Margaret Thatcher Mitglied des Entwicklungsteams war, ist ein Mythos.
Spätestens ab der zweiten Hälfte des 20. Jahrhunderts breitete sich Softeis auch über die USA hinaus aus. Teilweise wird die Erfindung des Softeises von italienischen Unternehmern für sich reklamiert und beispielsweise in Frankreich als „glace italienne“ (italienisches Eis) vermarktet. 1958 wurden die ersten Softeis-Maschinen aus den USA nach Deutschland importiert und umgebaut, um sie an den deutschen Markt anzupassen. Unter anderem wurden selbstpasteurisierende Softeis-Maschinen entwickelt.

## Herstellung
Die spezielle Konsistenz von Softeis wird durch eine flüssige Eismischung in den Maschinen erreicht, die zu ca. 75 % aus Milch besteht. Sie wird in den Gefrierzylinder der Eismaschine gefüllt und auf −6 °C abgekühlt. Ein Rührwerk im Zylinder hält die gekühlte Mischung in ständiger Bewegung. Nur eine dünne Eisschicht, die an der Oberfläche des Zylinders gefriert, wird von scharfen Schabern abgekratzt und per Überdruck mit Luft aufgeschäumt und als Softeis in einen Waffeltrichter abgelassen.
Die Geschmacksknospen des Menschen können das Aroma von Softeis besser wahrnehmen als das des kälteren (−18 °C) herkömmlichen Speiseeises.

## Hygiene
Laut Aussage des Bayerischen Landesamtes für Gesundheit und Lebensmittelsicherheit führen Untersuchungen von Softeis zu wesentlich weniger Beanstandungen als Untersuchungen übrigen Speiseeises aus Eisdielen und Cafés. Voraussetzung dafür ist die konsequente Hygiene bei der Herstellung sowie eine sorgfältige und sachgemäße Reinigung der Automaten.
Grundsätzlich können durch die Einarbeitung von Luft Krankheitserreger in das Softeis gelangen, wodurch die Gefahr einer Kontamination mit Salmonellen im Vergleich zum Herstellungsprozess anderer Speiseeis-Arten erhöht ist, sofern die Eismaschine nicht ständig sorgfältig gereinigt wird. Aus diesem Grund verwenden die Softeis-Hersteller im Gegensatz zu früher mittlerweile pasteurisierte Eismasse, so dass es kaum noch zu Beanstandungen der Hygiene kommt.

## Sonstiges
Im Gegensatz zu Softeis bezeichnet man das festere Speiseeis als Streicheis.